# Brasserie Fantôme
Brasserie Fantôme is een Belgische brouwerij te Soy (Érezée) in de provincie Luxemburg.

## Geschiedenis
Deze familiale ambachtelijke brouwerij werd in 1988 opstart door Dany Prignon en zijn vader met een zelfgemaakte brouwinstallatie. De naam Fantôme verwijst naar La Roche-en-Ardenne en de legende van Gravin Berthe van La Roche, dochter van een edelman, die om het leven werd gebracht door de jaloerse gravin Alix de Salm. De legende vertelt dat ze sindsdien ronddoolt in de ruïnes van het kasteel. In 1995 werd de Confrérie de la Fantôme opgericht, ter promotie van de streekbieren.

## Bieren
- Fantôme, 8%
- Fantôme Chocolat, 8%
- Fantôme La Dalmatienne,
- Fantôme Spéciale Noel, kerstbier, 10%
- Saison d'Erezée, saison, variërend tussen 6 en 9%

Buiten het vaste gamma worden een hele reeks seizoensbieren, gelegenheidsbieren en bieren in opdracht gebrouwen.